# Мидлотиан
Мидло́тиан (англ. Midlothian, гэльск. Meadhan Lodainn) — один из 32 округов Шотландии. До 1921 года носил официальное название графство Эдинбург.

## География
Округ Мидлотиан граничит с городом Эдинбург на западе и областями Ист-Лотиан на востоке и Скоттиш-Бордерс на юге.

### Населенные пункты
- Далкит (Dalkeith)

## Достопримечательности

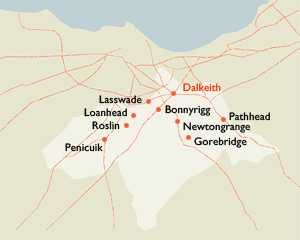
Населенные пункты Мидлотиана

- Рослинская капелла